# Ioannis Pittas
Ioannis Pittas (grekiska: Ιωάννης Πίττας), född 10 juli 1996 i Limassol, Cypern, är en cypriotisk fotbollsspelare som spelar för CSKA Sofia i Parva liga och det cypriotiska landslaget.
Pittas är född och uppvuxen i Limassol på Cypern och började sin fotbollskarriär i det lokala laget Apollon Limassol, där hans far Pambos Pittas, spelade mellan 1986 och 2002. I Apollon Limassol avancerade han via ungdomslagen upp till A-laget och gjorde där åtta säsonger mellan 2015 och 2023 med ett undantag av en sejour på lån till Paralimni säsongen 2018/2019. Pittas värvades i juni 2023 av den svenska klubbeen AIK, där han blev klubbens dåvarande tredje dyraste nyförvärv. Efter två säsonger i Sverige skrev han på för CSKA Sofia i februari 2025.

## Klubblagskarriär

### Apollon Limassol
Pittas gjorde sin A-lagsdebut för moderklubben Apollon Limassol den 31 oktober 2015 då laget i den nionde omgången tog emot Doxa Katokopias (2–1) hemma på Tsirion Athlítiko Kentro i Limassol. Ioannis Pittas inledde på bänken i tröja nummer 52 under ledning av den nye portugisiske tränaren Pedro Emanuel. I den 90:e matchminuten ersattes ivorianen Abraham Guie Gneki av Pittas. Hans första ligamatch från start kom den 13 december 2015 då Apollon ställdes mot Aris Limassol (2–2) i ett bortaderby på den gemensamma hemmaarenan Tsirion Athlítiko Kentro. Aris var på väg mot seger då man med endast några minuter kvar av ordinarie tid ledde med 2–0 samtidigt som Apollon fått kroaten Dejan Mezga utvisad. Ioannis Pittas byttes ut mot Georgios Kolokoudias i den 62:a matchminuten och inhopparen svarade för två sena mål vilket gav Apollon en poäng.

### AIK
Den 30 juni 2023 värvades Pittas av AIK, där han skrev på ett kontrakt fram till och med den 30 november 2025. Enligt vissa uppgifter skall AIK betalat 800 000 euro, motsvarande 9,3 miljoner kronor för spelarens underskrift. Som enligt Transfermarket.com ska ha varit klubbens tredje dyraste spelarköp någonsin.
Pittas gjorde direkt i debuten sitt första mål för klubben när laget spelade 1–1 borta mot Kalmar FF. Den 24 september 2023 blev Pittas stor derbyhjälte för AIK när han gjorde båda målen i en 2–0-vinst mot ärkerivalen Djurgårdens IF hemma på Friends Arena. I den sista omgången av Allsvenskan 2023 gjorde Pittas ett hattrick på 14 minuter mot IFK Värnamo, vilket säkrade AIK:s kontrakt i ligan inför säsongen 2024. Därmed avslutade Pittas säsongen som intern skyttekung med 9 mål på 13 Allsvenska matcher, trots att han spelade hälften så få matcher som tvåan Rui Modesto på 6 mål.

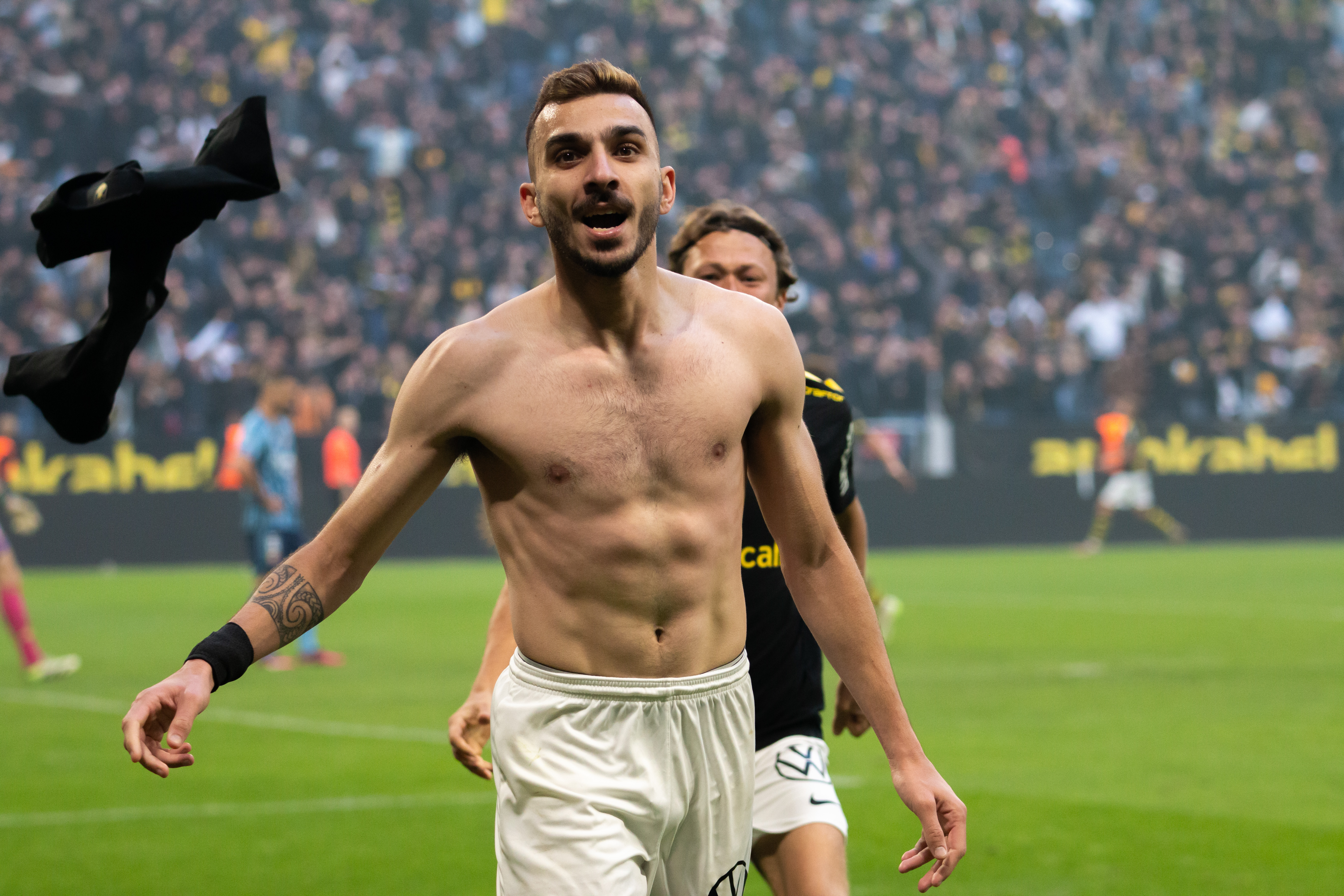
Pittas firar efter att han gjort mål mot Djurgårdens IF, september 2023.

Den 5 maj 2024 noterade Pittas för 2 mål och 2 assist i en 6–2-vinst över IFK Norrköping på Friends Arena.
Pittas gjorde sin sista match för AIK den 10 november 2024 i den sista omgången Allsvenskan då laget vann över Halmstads BK med 5–1 och därmed säkrade en 3:e plats i ligan. Pittas gjorde även två mål i matchen vilket innebar att han avslutade säsongen med 14 mål och tre assister i ligaspelet.
Pittas lämnade AIK efter att han varit stor faktor till att klubben inte åkte ur Allsvenskan 2023 och säsongen därpå blivit intern skyttekung när laget säkrade en 3:e plats i ligan och därmed kval till Europa Conference League. Det blev sammanlagt 50 tävlingsmatcher med ett poängfacit på 26 gjorda mål och tre målgivande passningar i AIK-tröjan.

### CSKA Sofia
Den 2 februari 2025 blev Pittas klar för den bulgariska klubben CSKA Sofia. Debuten skedde i ett bortaderby mot Slavia Sofia den 8 februari 2025 när han som inhoppare spelade 31 matchminuter då CSKA förlorade med 1–0.
Pittas gjorde sitt första mål för klubben i kvartsfinalen av bulgariska cupen den 26 februari 2025 mot FC Arada som CSKA vann med 2–1.

## Landslagskarriär

### Cypern
Pittas gjorde sin debut för Cyperns herrlandslag den 8 juni 2019 i ett EM-kval mot Skottland då han bytes in i den 80:e matchminuten mot Andreas Makris på Hampden Park i Glasgow. Den 20 mars 2021 gjorde Pittas sitt första mål för landet då han gjorde det enda målet i en 1–0-seger över Slovenien i kvalspelet till VM 2022.

## Statistik
| Klubb                       | Säsong         | Lag                    | Lag | Lag | Nat. täv. | Nat. täv. | Internat. täv. | Internat. täv. | Annat | Annat | Totalt | Totalt |
| Klubb                       | Säsong         | Division               | SM  | Mål | SM        | Mål       | SM             | Mål            | SM    | Mål   | SM     | Mål    |
| --------------------------- | -------------- | ---------------------- | --- | --- | --------- | --------- | -------------- | -------------- | ----- | ----- | ------ | ------ |
| Apollon Limassol            | 2014–15        | Cypriot First Division | 0   | 0   | 0         | 0         | —              | —              | —     | —     | 0      | 0      |
| Apollon Limassol            | 2015–16        | Cypriot First Division | 11  | 0   | 0         | 0         | 0              | 0              | —     | —     | 11     | 0      |
| Apollon Limassol            | 2016–17        | Cypriot First Division | 7   | 2   | 4         | 0         | 1              | 0              | —     | —     | 12     | 2      |
| Apollon Limassol            | 2017–18        | Cypriot First Division | 6   | 0   | 2         | 0         | 4              | 1              | —     | —     | 12     | 1      |
| Apollon Limassol            | 2018–19        | Cypriot First Division | 0   | 0   | 0         | 0         | 2              | 0              | —     | —     | 2      | 0      |
| Apollon Limassol            | 2019–20        | Cypriot First Division | 19  | 2   | 5         | 1         | 8              | 1              | —     | —     | 32     | 4      |
| Apollon Limassol            | 2020–21        | Cypriot First Division | 34  | 13  | 1         | 0         | 3              | 0              | —     | —     | 38     | 13     |
| Apollon Limassol            | 2021–22        | Cypriot First Division | 25  | 10  | 3         | 0         | 2              | 0              | —     | —     | 30     | 10     |
| Apollon Limassol            | 2022–23        | Cypriot First Division | 35  | 18  | 1         | 0         | 10             | 2              | 1     | 0     | 47     | 20     |
| Apollon Limassol            | Totalt         | Totalt                 | 137 | 45  | 16        | 1         | 30             | 4              | 1     | 0     | 185    | 50     |
| Enosis Neon Paralimni (lån) | 2018–19        | Cypriot First Division | 28  | 9   | 7         | 4         | —              | —              | —     | —     | 35     | 13     |
| AIK                         | 2023           | Allsvenskan            | 13  | 9   | 1         | 1         | 0              | 0              | —     | —     | 14     | 10     |
| AIK                         | 2024           | Allsvenskan            | 30  | 14  | 1         | 1         | 0              | 0              | 0     | 0     | 30     | 1      |
| AIK                         | Totalt         | Totalt                 | 43  | 23  | 2         | 2         | 0              | 0              | 0     | 0     | 44     | 23     |
| Karriär totalt              | Karriär totalt | Karriär totalt         | 208 | 74  | 23        | 5         | 30             | 4              | 1     | 0     | 234    | 74     |

### Landslagskarriär

#### Landslagsmål
Mål och resultat
| Nr | Datum            | Spelplats                                         | Motståndare             | Mål | Resultat | Tävling                         |
| -- | ---------------- | ------------------------------------------------- | ----------------------- | --- | -------- | ------------------------------- |
| 1  | 30 mars 2021     | GSP Stadium, Nicosia, Cypern                      | Slovenien               | 1–0 | 1–0      | VM-kval 2022                    |
| 2  | 20 november 2022 | HaMoshava Stadium, Petah Tikva, Israel            | Israel                  | 2–0 | 3–2      | Vänskapsmatch                   |
| 3  | 17 juni 2023     | AEK Arena – Georgios Karapatakis, Larnaca, Cypern | Georgien                | 1–1 | 1–2      | EM-kval 2024                    |
| 4  | 20 november 2023 | Alphamega Stadium, Limassol, Cypern               | Litauen                 | 1–0 | 1–0      | Vänskapsmatch                   |
| 5  | 21 mars 2024     | AEK Arena, Larnaca, Cypern                        | Lettland                | 1–0 | 1–1      | Vänskapsmatch                   |
| 6  | 8 juni 2024      | Stadionul Zimbru, Chișinău, Moldavien             | Moldavien               | 2–1 | 2–3      | Vänskapsmatch                   |
| 7  | 6 september 2024 | Darius and Girėnas Stadium, Kaunas, Litauen       | Litauen                 | 1–0 | 1–0      | Uefa Nations League C 2024/2025 |
| 8  | 18 november 2024 | Arena Națională, Bukarest, Rumänien               | Rumänien                | 1–2 | 1–4      | Uefa Nations League C 2024/2025 |
| 9  | 21 mars 2025     | AEK Arena, Larnaca, Cypern                        | San Marino              | 1–0 | 2–0      | VM-kval 2026                    |
| 10 | 24 mars 2025     | Bilino Polje, Zenica, Bosnien och Hercegovina     | Bosnien och Hercegovina | 1–1 | 1–2      | VM-kval 2026                    |

## Meriter

### Apollon Limassol
- Cyperns förstadivision: 2022/23
- Cypriotiska cupen: (2) 2015/16, 2016/17
- Cypriotiska Super Cupen: (3) 2016, 2017, 2022

### Individuellt
- Skyttekung i Cyperns förstadivision: 2022/23